# Лихачёв, Иван Алексеевич (переводчик)
Иван Алексеевич Лихачёв (27 декабря 1902  [9 января 1903], Санкт-Петербург — 10 декабря 1972, Ленинград) — советский поэт-переводчик, педагог.

## Биография
Родился в Санкт-Петербурге в состоятельной семье. Отец — Лихачев Алексей Алексеевич (1866—1942), фармаколог, токсиколог, заслуженный деятель науки РСФСР, профессор 1-го Медицинского института им. Павлова в Ленинграде.
В 1925 г. окончил филологический факультет ЛГУ. Специальность — западноевропейская литература. Поступил в аспирантуру/, которую через 2 года был вынужден оставить.
С 1927 года преподавал в Высшем военно-морском инженерном училище им. Дзержинского. Был штатным преподавателем и заведующим группой иностранных языков. В 1929—1933 годах — член Общества культурной связи со странами Пиренейского полуострова и Латинской Америки (до его закрытия в 1933).
26 октября 1937 года был арестован по обвинению в шпионаже и фашистской пропаганде. Физические методы воздействия, угрозы по отношению к родителям. (В жалобе 1956 года — описание фальсификации допросов и признаний). Переводы Лихачёва в книгах Антология новой английской поэзии (Л., 1937) и Поэты французского Возрождения (Л., 1938) появились без имени переводчика.
В 1940 году он был осуждён на 8 лет ИТЛ по статье 58-16. Отбывал срок в Мончегорском лагере, в Озерлаге (Иркутская область). 1 ноября 1945 с началом войны переведён в Печорский лагерь. «Работы: изготовление дранки, пошив рукавиц, переписка бумаг, черчение, чистка выгребных ям, копка земли, изготовление электродов, протравливание старых напильников».
В 1948 году после освобождении сослан в Вольск, работал библиотекарем, сторожем-дворником. Переехал во Фрунзе.
27 ноября 1948 г. арестован повторно, осуждён на 10 лет; отбывал срок в Озерлаге.
Условно-досрочно освобожден в 1955 году, сактирован как инвалид, сослан во Фрунзе. Работал библиотекарем в городской библиотеке. В 1956 подал жалобу Генпрокурору СССР с просьбой о пересмотре дела и реабилитации.
В 1957 году реабилитирован, вернулся в Ленинград. Восстановлен на воинской службе, уволен в запас в звании майора.
С 1959 года вёл семинар переводчиков с английского языка при Доме писателя. Был знаком с поэтами ленинградского андеграунда А. Волохонским, А. Хвостенко, О. Григорьевым, А. Моревым, Т. Никольской и др. Принят в члены СП СССР (1962).
Умер 10 декабря 1972 года в Ленинграде. Похоронен на Комаровском кладбище.
Является прототипом Кости Ротикова, персонажа романа К. К. Вагинова «Козлиная песнь».

## Творчество
Переводил стихи и прозу с английского (Джордж Герберт, Джон Донн, Хопкинс, Джон Китс, Эмили Дикинсон, Вордсворт, Чарлз Лэм и др.), французского (Жоашен дю Белле, Агриппа д’Обинье, Бодлер, Готье, Нерваль), испанского (Кеведо, Лисарди), португальского (Мендеш Пинту) и других языков. Среди его крупных работ — романы Вальтера Скотта «Уэверли» и «Пират», Германа Мелвилла «Белый бушлат», Джорджа Борроу «Лавенгро», Томаса де Квинси «Испанская монахиня» (перевод не опубликован), а также «Песни Мальдорора» Лотреамона (перевод не опубликован).

## Интересные факты
В конце 1969 года на два месяца ездил во Францию повидать родственников. Побывал в гостях у Бориса Зайцева, Владимира Вейдле, а также в Шато Мутон у Филиппа де Ротшильда, у которого в это время гостил Стивен Спендер. Биограф Спендера описывает встречу так: «Лихачёв декламировал русские переводы из английской елизаветинской поэзии, вслед за чем Филипп зачитывал собственные переводы этих же стихов на французский, а Наташа [жена Спендера] читала вслух оригиналы»
Лихачёв при этом заметил, что одно слово из перевода Ротшильда переведено неверно, и предложил другое значение. Ротшильд возразил, что такого значения не существует. Стивен Спендер не смог определить, кто из них прав. После возвращения на родину Лихачёв получил письмо от жены Ротшильда Полины с признанием, что предложенное им значение действительно нашлось в одном из словарей.